# 3-デオキシ-2-オクツロソニダーゼ
3-デオキシ-2-オクツロソニダーゼ(3-Deoxy-2-octulosonidase, EC 3.2.1.124)は、系統名を莢膜多糖 3-デオキシ-D-マンノ-2-オクツロソノヒドロラーゼ(capsular-polysaccharide 3-deoxy-D-manno-2-octulosonohydrolase)という酵素である。以下の化学反応を触媒する。
莢膜多糖中の3-デオキシ-D-マンノ-2-オクツロソン酸のβ-ケトピラノシド結合をエンド型で加水分解する。
バクテリオファージの酵素は、大腸菌の細胞壁中の3-デオキシ-2-オクツロソン酸を含む多糖を解重合する。